# Cieśla (nazwisko)
Cieśla – polskie nazwisko. Na początku lat 90. XX wieku w Polsce nosiły je 26889 osoby. Nazwisko pochodzi od słowa cieśla i jest najbardziej rozpowszechnione w południowej Polsce.

## Znane osoby noszące to nazwisko
- Adam Cieśla (ur. 1984) – polski szachista;
- Andrzej Cieśla (1955–2020) – polski samorządowiec i nauczyciel;
- Edward Cieśla (1923–1952) – żołnierz plutonu dywersyjnego;
- Eugeniusz Cieśla (1922–2018) – geolog, specjalista geologii złóż rud metali;
- Józef Cieśla – ujednoznacznienie;
- Leon Cieśla (1912–1945) – żołnierz Batalionów Chłopskich;
- Maciej Cieśla (ur. 1988) – polski malarz współczesny;
- Małgorzata Cieśla (ur. 1986) – polska siatkarka;
- Piotr Cieśla (ur. 1955) – polski piłkarz ręczny;
- Rafał Cieśla (ur. 1967) – polski lekkoatleta;
- Robert Cieśla – polski śpiewak operowy (tenor) i pedagog;
- Ryszard Cieśla – polski śpiewak operowy (baryton) i pedagog;
- Stanisław Cieśla (ur. 1945) – polski prawnik, polityk i działacz katolicki;
- Stefan Cieśla (ur. 1955) – polski prawnik i menadżer;
- Tadeusz Cieśla (1919–1952) – żołnierz 2. Korpusu Armii generała Andersa;
- Teofil Cieśla (ur. 1925) – polski działacz partyjny i państwowy;
- Wiesław Cieśla (1928–2015) – polski działacz harcerski, uczestnik powstania warszawskiego;
- Władysław Cieśla (1898–1974) – żołnierz w czasie I wojny światowej;
- Wojciech Cieśla (ur. 1972) – polski dziennikarz;
- Zofia Cieśla-Reinfussowa (1910–1993) – etnograf i muzealnik.